# Herb Vrnjačkiej Banji
Herb Vrnjačkiej Banji to herb miejscowości i gminy Vrnjačka Banja w Serbii.
Herb przedstawia Matkę Boską w czerwonej szacie z Jezusem w szacie w barwach żółtej i niebieskiej na planie gotyckiej (lub hiszpańskiej) tarczy herbowej. Za nimi znajduje się mur miasta z trzema równymi wieżami na niebieskim tle. Tarczę herbową z lewej i prawej strony trzymają dwa anioły ze skrzydłami w barwach czarnej, brązowej, żółtej (lub złotej) i białej, w białych szatach, a pod nią znajduje się stylizowane trójwzgórze w kolorze zielonym, symbolizujące górzysty region Vrnjačkiej Banji, oraz biała wstęga z napisem w cyrylicy: Врњачка Бања (Vrnjačka Banja). Nad tarczą herbową znajdują się dwie skrzyżowane chorągwie: pierwsza to flaga Serbii, a druga przedstawia stylizowany biały grecki krzyż na czerwonym tle.